# Esolus bicuspidatus
Esolus bicuspidatus is een keversoort uit de familie van de beekkevers (Elmidae). De wetenschappelijke naam van de soort werd in 1922 gepubliceerd door Charles Alluaud.